# Rugby-Union-Europameisterschaft
Die Rugby-Union-Europameisterschaft der Männer, offiziell Rugby Europe International Championships, ist ein vom europäischen Verband Rugby Europe ausgetragenes Turnier für Rugby-Union-Nationalmannschaften, bei dem jährlich der Europameister ermittelt wird. Dabei treten drei Dutzend Mannschaften in einem fünfstufigen Ligasystem gegeneinander an. Amtierender Europameister ist Georgien.
Die erfolgreichsten europäischen Mannschaften England, Frankreich, Irland, Italien, Schottland und Wales spielen in dem vom Verband unabhängigen Turnier Six Nations, das als inoffizielle Europameisterschaft gilt.

## Geschichte

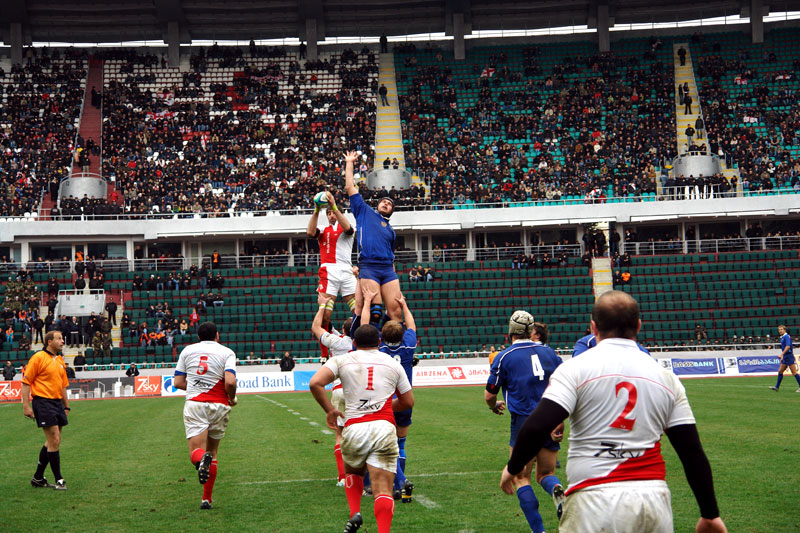
Georgien gegen Russland (2007)

In den Jahren vor dem Zweiten Weltkrieg trugen die Mitgliedsländer der Fédération Internationale de Rugby Amateur (FIRA, heute Rugby Europe) jährliche Turniere aus – im Mai 1936 ein Vorolympisches Vier-Nationen-Turnier in Berlin, im Oktober 1937 ein Weltausstellungs-Turnier mit sechs Mannschaften in Paris und im Mai 1938 ein Drei-Nationen-Turnier in Bukarest. Diese werden in deutschen Quellen nicht als Meisterschaft angesehen.
1951 beschloss die FIRA einen Europacup für Nationalmannschaften. Dieser fand zunächst nur 1952 und 1954 statt, dann ab 1965 jährlich. Die ersten beiden Male wurde er im K.-o.-System gespielt, später im Liga-Format in einfacher Runde (ohne Rückspiele).
Ab der Saison 1973/74 wurde der Europacup in eine Europameisterschaft im Liga-System – mit Auf- und Abstieg zwischen drei Divisionen (A bis C). Die Mannschaften spielten nun in ihrer Gruppe in einfacher Runde jeder gegen jeden. Der Austragungsmodus wechselte in der Folge mehrfach: Die Länge der Spielzeit variierte zwischen einem und zwei Jahren. Die Anzahl der Länder pro Division konnte fünf oder sechs betragen, in den unteren Klassen auch weniger. Zeitweilig wurden die Divisionen unterteilt (A1 und A2 usw.).
Bis 1997 nahm Frankreich sowohl an der FIRA-Europameisterschaft als auch am Five-Nations-Turnier teil, seitdem ausschließlich am letztgenannten Wettbewerb. Italien wechselte 2000 von der FIRA-Europameisterschaft zum Five Nations, das nun zum Six Nations erweitert und aufgewertet wurde. Im Gegenzug wurde die FIRA-Europameisterschaft ohne Frankreich und Italien quasi zu einem Six Nations B abgewertet. Um diesen veränderten Bedingungen Rechnung zu tragen, hieß der Wettbewerb seit 2000 European Nations Cup. Beim ersten Wettbewerb nahm auch die Nationalmannschaft Marokkos am Turnier teil, deren Spiele wurden jedoch für die Europameisterschaft nicht gewertet. Ab der (Doppel-)Saison 2004-06 wurde der European Nations Cup mit Hin- und Rückrunde ausgetragen, seit 2009 wird jedoch für jede Runde der Titel vergeben. Die kumulierte zweijährige Tabelle dient zur Ermittlung des Absteigers und der Qualifikation für die Weltmeisterschaft.
Nach der Umbenennung 2014 der FIRA in Rugby Europe folgte zur Saison 2016/17 die Umbenennung der Meisterschaft in Rugby Europe International Championships. Damit verbunden war eine Neustrukturierung der Divisionen.

## Format
| Divisionen         |
| ------------------ |
| Six Nations        |
| Championship       |
| Trophy             |
| Conference 1 North |
| Conference 1 South |
| Conference 2 North |
| Conference 2 South |
| Development        |

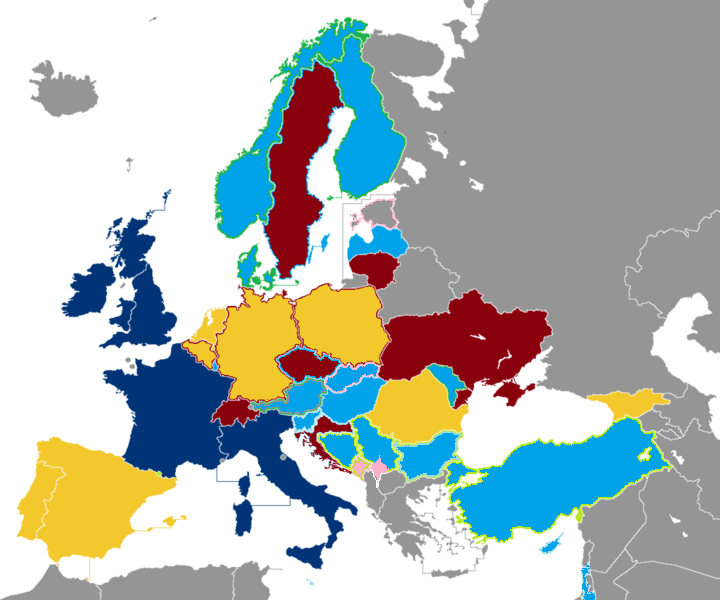
2023–24 Rugby-Union-Europameisterschaft

Seit der Saison 2016/17 wird das Turnier im Einjahreszyklus durchgeführt. Die Mannschaften sind dabei in fünf Divisionen aufgeteilt. Die höchste Division wird Rugby Europe Championship genannt, darauf folgt die Rugby Europe Trophy. Beide Divisionen umfassen sechs Mannschaften. Die Rugby Europe Conference 1 und Rugby Europe Conference 2 sind zusätzlich in Nord- und Südstaffeln aufgeteilt, jede Staffel umfasst dabei fünf Teams. In der Rugby Europe Development genannten Division spielen momentan drei Mannschaften. Zwischen dem letzten der Championship und dem ersten der Trophy werden Auf- und Abstieg durch ein Relegationsspiel ermittelt. Die letzte Mannschaft der Trophy steigt direkt in die Conference 1 ab, während der Aufsteiger in einem Spiel zwischen den Ersten der beiden Staffeln der Conference 1 ermittelt wird. Zwischen Conference 1 und Conference 2 gibt es je Staffel einen direkten Auf- und Absteiger. Alle Mannschaften der beiden Conferences werden jedes Jahr erneut aufgrund ihrer geographischen Lage in die Nord- beziehungsweise Südstaffel eingeteilt.
Das verwendete Punktesystem ist in allen Divisionen wie folgt:
- 4 Punkte bei einem Sieg
- 2 Punkte bei einem Unentschieden
- 0 Punkte bei einer Niederlage
- 1 Bonuspunkt wenn eine Mannschaft in einem Spiel mindestens drei Versuche mehr erzielt als der Gegner
- 1 Bonuspunkt bei einer Niederlage mit sieben oder weniger Punkten Differenz

## Die Turniere im Überblick

### FIRA-Turniere
| Nr. | Jahr | Platz 1    | Platz 2            | Platz 3            | Bemerkungen                       |
| --- | ---- | ---------- | ------------------ | ------------------ | --------------------------------- |
| 1   | 1936 | Frankreich | Deutsches Reich    | Königreich Italien | Vorolympisches Turnier in Berlin  |
| 2   | 1937 | Frankreich | Königreich Italien | Deutsches Reich    | Weltausstellungs-Turnier in Paris |
| 3   | 1938 | Frankreich | Deutsches Reich    | Rumänien           | Drei-Nationen-Turnier in Bukarest |

### Rugby-Union-Europapokal
| Nr. | Jahr | Platz 1    | Platz 2 | Platz 3     |
| --- | ---- | ---------- | ------- | ----------- |
| 4   | 1952 | Frankreich | Italien | Deutschland |
| 5   | 1954 | Frankreich | Italien | Spanien     |

### FIRA-Nationenpokal
| Nr. | Jahr    | Platz 1    | Platz 2    | Platz 3          |
| --- | ------- | ---------- | ---------- | ---------------- |
| 06  | 1965/66 | Frankreich | Italien    | Rumänien         |
| 07  | 1966/67 | Frankreich | Rumänien   | Italien          |
| 08  | 1967/68 | Frankreich | Rumänien   | Tschechoslowakei |
| 09  | 1968/69 | Rumänien   | Frankreich | Tschechoslowakei |
| 10  | 1969/70 | Frankreich | Rumänien   | Italien          |
| 11  | 1970/71 | Frankreich | Rumänien   | Marokko          |
| 12  | 1971/72 | Frankreich | Rumänien   | Marokko          |
| 13  | 1972/73 | Frankreich | Rumänien   | Spanien          |

### FIRA-Pokal
| Nr. | Jahr    | Platz 1    | Platz 2     | Platz 3     |
| --- | ------- | ---------- | ----------- | ----------- |
| 14  | 1973/74 | Frankreich | Rumänien    | Spanien     |
| 15  | 1974/75 | Rumänien   | Frankreich  | Italien     |
| 16  | 1975/76 | Frankreich | Italien     | Rumänien    |
| 17  | 1976/77 | Rumänien   | Frankreich  | Italien     |
| 18  | 1977/78 | Frankreich | Rumänien    | Spanien     |
| 19  | 1978/79 | Frankreich | Rumänien    | Sowjetunion |
| 20  | 1979/80 | Frankreich | Rumänien    | Italien     |
| 21  | 1980/81 | Rumänien   | Frankreich  | Sowjetunion |
| 22  | 1981/82 | Frankreich | Italien     | Rumänien    |
| 23  | 1982/83 | Rumänien   | Italien     | Sowjetunion |
| 24  | 1983/84 | Frankreich | Rumänien    | Italien     |
| 25  | 1984/85 | Frankreich | Sowjetunion | Italien     |
| 26  | 1985–87 | Frankreich | Sowjetunion | Rumänien    |
| 27  | 1987–89 | Frankreich | Sowjetunion | Rumänien    |
| 28  | 1989/90 | Frankreich | Sowjetunion | Rumänien    |
| 29  | 1990–92 | Frankreich | Italien     | Rumänien    |
| 30  | 1992–94 | Frankreich | Italien     | Rumänien    |
| 31  | 1994–97 | Italien    | Frankreich  | Rumänien    |

### Übergangs- und Qualifikationsturniere
| Saison  | Platz 1  | Platz 2                                        | Platz 3                                        |
| ------- | -------- | ---------------------------------------------- | ---------------------------------------------- |
| 1996/97 | Spanien  | erste Runde der WM-Qualifikation               | erste Runde der WM-Qualifikation               |
| 1997/98 | Lettland | Qualifikationsturnier für die nächste Ausgabe  | Qualifikationsturnier für die nächste Ausgabe  |
| 1998/99 | Russland | Nur die unteren Divisionen wurden ausgetragen. | Nur die unteren Divisionen wurden ausgetragen. |

### European Nations Cup
| Nr. | Jahr      | Platz 1  | Platz 2  | Platz 3  |
| --- | --------- | -------- | -------- | -------- |
| 32  | 1999/2000 | Rumänien | Spanien  | Georgien |
| 33  | 2000/01   | Georgien | Rumänien | Russland |
| 34  | 2001/02   | Rumänien | Georgien | Russland |
| 35  | 2002–2004 | Portugal | Rumänien | Georgien |
| 36  | 2004–2006 | Rumänien | Georgien | Portugal |
| 37  | 2006–2008 | Georgien | Russland | Rumänien |
| 38  | 2008/09   | Georgien | Russland | Portugal |
| 38  | 2009/10   | Rumänien | Georgien | Russland |
| 39  | 2010/11   | Georgien | Rumänien | Portugal |
| 39  | 2011/12   | Georgien | Spanien  | Rumänien |
| 40  | 2012/13   | Georgien | Rumänien | Russland |
| 40  | 2013/14   | Georgien | Rumänien | Russland |
| 41  | 2014/15   | Georgien | Rumänien | Spanien  |
| 41  | 2015/16   | Georgien | Rumänien | Russland |

### Rugby Europe Championship
| Nr. | Jahr    | Platz 1  | Platz 2  | Platz 3     |
| --- | ------- | -------- | -------- | ----------- |
| 42  | 2016/17 | Rumänien | Georgien | Spanien     |
| 43  | 2017/18 | Georgien | Russland | Deutschland |
| 44  | 2018/19 | Georgien | Spanien  | Rumänien    |
| 45  | 2019/20 | Georgien | Spanien  | Rumänien    |
| 46  | 2020/21 | Georgien | Rumänien | Portugal    |
| 47  | 2021/22 | Georgien | Spanien  | Rumänien    |
| 48  | 2022/23 | Georgien | Portugal | Rumänien    |
| 49  | 2023/24 | Georgien | Portugal | Spanien     |
| 50  | 2024/25 | Georgien | Spanien  | Rumänien    |

## Rangliste
| Rang | Land                 | Titel | 2. Platz | 3. Platz |
| ---- | -------------------- | ----- | -------- | -------- |
| 1    | Frankreich           | 25    | 5        | 0        |
| 2    | Georgien             | 17    | 5        | 1        |
| 3    | Rumänien             | 10    | 19       | 17       |
| 4    | Italien              | 1     | 9        | 8        |
| 5    | Portugal             | 1     | 2        | 4        |
| 6    | Sowjetunion Russland | 0     | 7        | 9        |
| 7    | Spanien              | 0     | 6        | 7        |
| 8    | Deutschland          | 0     | 2        | 3        |
| 9    | Marokko              | 0     | 0        | 2        |
| 10   | Tschechoslowakei     | 0     | 0        | 2        |